# 미망인 (1955년 대한민국 영화)
《미망인》(未亡人, 영어: The Widow)은 1955년 12월 10일에 개봉한 대한민국의 드라마 영화이다.

## 줄거리
딸 주(이성주)를 데리고 피난생활을 하는 신(이민자)은 6·25 전쟁 때 죽은 남편의 친구였던 이성진 사장(신동훈)의 도움으로 생계를 유지한다. 그러나 친구의 아내를 도와주어야 한다는 이 사장의 도의심은 신에 대한 애정으로 변한다. 이를 눈치 챈 이 사장의 처(박영숙)는 강렬한 질투와 히스테리로 남편을 추궁하다 못해 우연히 알게 된 젊은 남자 택(이택균)에게서 마음의 빈터를 채우려 한다. 택과 사장 부인의 불장난은 택이 해수욕장에서 익사하려던 신의 딸 주를 구출함으로써 각도가 달라진다. 신은 이 사장의 유혹을 받으나 뚝섬에서 딸의 목숨을 구해준 청년 택과 사랑에 빠지게 되고, 택과의 동거를 위해 딸을 다른 집에 맡겨버린다. 그러나 전쟁 중 죽은 줄 알았던 택의 옛 애인 진(나애심)이 나타난다. 택은 신을 떠나고 그녀는 방황한다. 이미 진에게 안착한 택은 신에게 이별을 고하지만 택과의 애정생활 속에서 진실을 찾으려던 신은 충격을 받아 택을 향해 칼날을 든다.

## 배역
- 신: 이민자
- 주: 이성주
- 택: 이택균
- 진: 나애심
- 이사장: 신동훈
- 아내: 박영숙
- 송서방: 노강
- 숙: 방영자
- 사원: 김정식

## 스태프
- 자매영화사 제일회작품: 미망인
- 제작: 전창근
- 극작: 이보라
- 녹음: 이경순
- 현상: 최규순
- 인화: 조우기
- 음악: 조백봉
- 효과: 이상만
- 조명: 이한찬
- 촬영: 김영순
- 편집: 정준, 박남옥 (언급되지 않음)
- 감독: 박남옥